# Syntrichia cuneifolia
Syntrichia cuneifolia là một loài Rêu trong họ Pottiaceae. Loài này được (Dicks.) Delogne miêu tả khoa học đầu tiên năm 1883.